# Preparat
| Preparat |
| --- |
| Medicinska preparat i tablettform. - Betydelse – råvara bearbetad för konsumtion - Alternativ betydelse – mängd materia förberedd för vetenskapligt studium - Exempel – läkemedel, växtpreparat |

Ett preparat (latinets praeparatum, 'något förberett') är en produkt som framställts ur en råvara och lämpar sig för konsumtion. Det kan också syfta på en mängd materia som förberetts för vidare vetenskaplig undersökning. Ett ord med liknande betydelse är beredning.
Preparatet kan vara en kemisk-teknisk eller farmaceutisk produkt. Det har ofta syntetiserats, men det kan också vara ett mer eller mindre verksamt naturläkemedel som tillverkats direkt av växtmaterial. Apotek saluför en mängd preparat som syftar till dämpa besvär eller bota sjukdomar. Olagliga preparat finns bland annat i form av narkotika och dopingpreparat.
Inom forskningen kan ordet preparat syfta på en mängd materia som bearbetats vidare, för att det lättare ska kunna studeras optiskt, kemiskt eller biologiskt. Preparatet kan visas fram under en demonstration, och det kan fungera som ett föremål på ett museum. En mer allmän benämning på en mängd materia är substans.